# Zhu Zifeng
Zhu Zifeng (朱子锋S; 28 luglio 2002) è un tuffatore cinese.

## Biografia
Vanta tre medaglie d'oro ai campionati mondiali di nuoto, vinte tra il 2022 e il 2025.

## Palmarès
- Mondiali

Budapest 2022: oro nel sincro misto 3m.
Fukuoka 2023: oro nel sincro misto 3m.
Singapore 2025: oro nel sincro 10m.

### Coppa del Mondo
- Vincitore della Coppa del Mondo della piattaforma 10 m nel 2025
- Vincitore della Coppa del Mondo del sincro 10 m nel 2025